# Aviso
Pour les aviseurs des douanes, voir Indicateur (police).

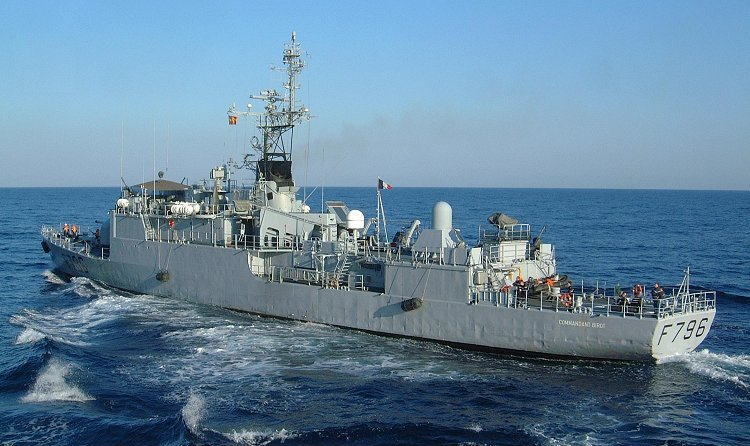
L'aviso Commandant Birot se présente pour un ravitaillement à la mer (RAM).

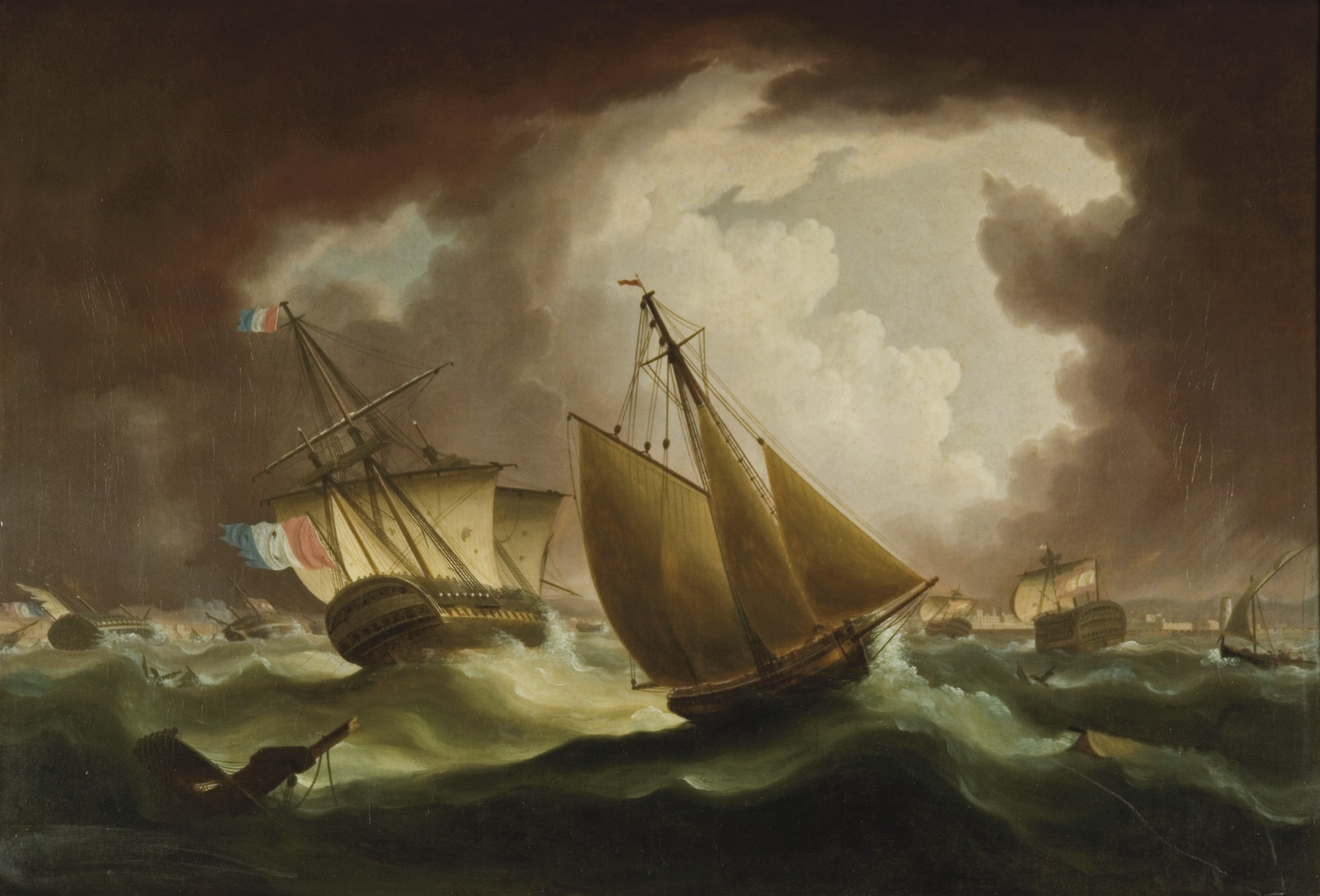
Le cotre de la Royal Navy suivant le retour à Cadix des rescapés franco-espagnols après la bataille de Trafalgar

L'aviso est à l'origine un petit navire de guerre à voile, armé, rapide et de faible tonnage, pouvant être gréé en brick, cotre, ou goélette, servant de liaison pour le commandement d'une marine de guerre et assurant les communications, entre les divers bâtiments, entre des navires et la terre ou de port à port. Les avisos transportaient colis et courriers, et transmettaient ordres et renseignements.
Avec la disparition de la marine à voile et avec l'usage généralisé de la transmission sans fil, le terme est resté pour désigner un bâtiment rapide de taille moyenne (celle d'un torpilleur par exemple) utilisé pour ces mêmes fonctions de communications entre escadres ou avec la terre. Puis il a été utilisé dans la Marine nationale française pour désigner un bâtiment stationné en outre-mer : les avisos coloniaux, puis les avisos escorteurs.
Le terme aviso désigne aujourd'hui une classe de petites corvettes polyvalentes anti-sous-marine et anti-navires. La classification OTAN est celle d'une frégate (FF ou FFG et l'indicatif visuel précédé d'un F). Le terme tombe aujourd'hui en désuétude, remplacé par patrouilleur .

## Étymologie
Le terme aviso vient de l'abréviation de l'expression espagnole barca de aviso. En français existent les termes bâtiment d'avis ou navire d'avis, mais ils ne sont pas utilisés de nos jours.

## Du temps de la marine à voile

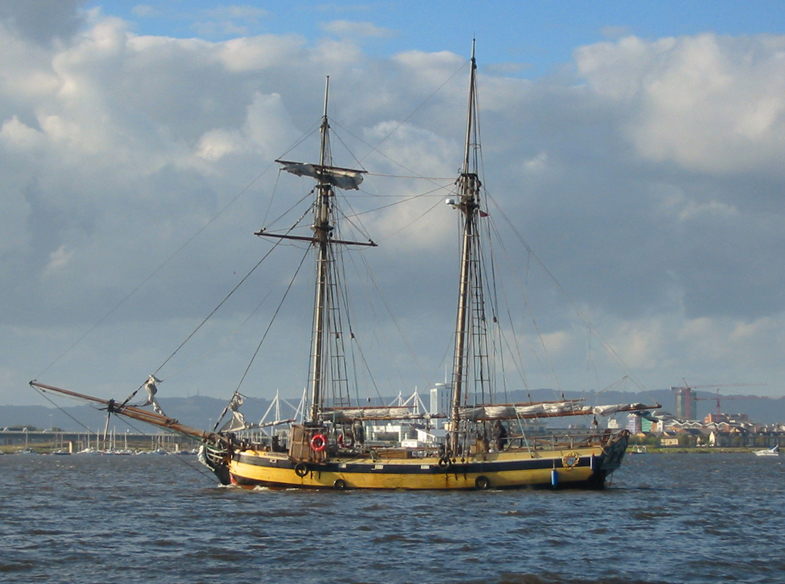
Une réplique du dans la baie de Cardiff.

Pour la communication et les transmissions, la marine à voile utilise avant le XXe siècle, divers type de navires de taille réduite à moyenne, rapide et maniable. Il s'agit de sloops, cotres, de bricks, de goélettes à deux mâts, de corvettes ou de frégates pour les plus gros d'entre eux.
À titre d'exemple, citons le cotre britannique HMS Entreprenante, la goélette à hunier britannique HMS Pickle ou la frégate française Hortense (1803).
Certains avisos participaient à des actions de guerre pour les bâtiments de plus grande taille. Ils portaient alors le nom de Brig-aviso ou Corvette-aviso.

## Les avisos de la Marine nationale française
La Marine nationale française a mis en service plusieurs classes d'avisos :
- les trente avisos de la classe Arras à la fin de la Première Guerre mondiale ;
- les neuf avisos coloniaux de la classe Bougainville de 1932 à 1958[3] ;
- les treize avisos dragueurs de la classe Élan de 1938 à 1963 ;
- les six avisos de la classe Chamois de 1938 à 1966 [4];
- les neuf avisos-escorteurs de la classe Commandant Rivière de 1962 à 1996 [5];
- les dix-sept avisos type A69 de la classe d'Estienne d'Orves de 1976 à 2012, date à laquelle les neuf encore en service sont déclassés « aviso » et reclassés « patrouilleur hauturier »[6].

### Sources et bibliographie
- Michel Vergé-Franceschi (dir.), Dictionnaire d’Histoire maritime, Paris, éditions Robert Laffont, coll. « Bouquins », 2002, 1508 p. (ISBN 2-221-08751-8 et 2-221-09744-0).
- Parïs Bonnefoux et De Bonnefoux, Dictionnaire de marine à voiles, Editions du Layeur, 1999 (réédition d'un ouvrage du xixe siècle), 720 p.
- Collectif, Guide des termes de marine : Petit dictionnaire thématique de marine, Douarnenez, Le Chasse Marée - Armen, 1997, 136 p. (ISBN 978-2-903708-72-6, BNF 37681464)
- Jean Meyer et Martine Acerra, Histoire de la marine française : des origines à nos jours, Rennes, Ouest-France, 1994, 427 p. [détail de l’édition] (ISBN 2-7373-1129-2, BNF 35734655)
- Hans H. Hildebrand, Albert Röhr, Hans-Otto Steinmetz: Die deutschen Kriegsschiffe. Biographien; ein Spiegel der Marinegeschichte von 1815 bis zur Gegenwart. Koehlers Verlagsgesellschaft, Hamburg 1982/88,  (ISBN 3-7822-0236-8) (6 Bde.).
- Gerhard Albrecht (Hrsg.): Weyers Flottentaschenbuch 1994/96. Bernard & Graefe Verlag, Bonn 1994,  (ISBN 3-7637-4507-6).
- Helmut Pemsel: Seeherrschaft. Bernard & Graefe Verlag, Koblenz 1995,  (ISBN 3-89350-711-6).